# 고세키 코이치
고세키 코이치(일본어: 五関 晃一, 1985년 6월 17일 ~ )는 일본의 가수, 배우이며, 남성 아이돌 그룹 A.B.C-Z의 최연장자이다.
도쿄도 출신. STARTO ENTERTAINMENT 소속.

## 내력
- 1998년 6월 20일, 쟈니즈 사무소에 입소.
- 2000년경, 쟈니즈 Jr. 내 유닛 A.B.C.의 멤버로 선택되었다.
- 2008년 8월 29일, A.B.C-Z의 멤버로 선택되었다.
- 2012년 2월 1일, A.B.C-Z의 멤버로서 DVD 데뷔. 쟈니즈 사상 최연장인 26세에 쟈니즈 Jr.를 졸업한 것으로 알려진다.

## 출연

### 무대
- SHOW극·SHOCK (2002년, 제국 극장)

등